# Kret ślepy
Kret ślepy (Talpa caeca) – gatunek ssaka z rodziny kretowatych (Talpidae).

## Występowanie
Zamieszkuje tereny Europy Południowej (m.in. Półwysep Apeniński, Półwysep Bałkański), Alpy a także teren (choć to jest wątpliwe) Azji Mniejszej.

## Systematyka

### Podgatunki
Wyróżniono cztery podgatunki T. caeca:
- T. caeca caeca
- T. caeca augustana
- T. caeca hercegovinensis
- T. caeca steini